# Ryptjärnberget
Ryptjärnberget este o arie protejată (arie specială de conservare — SAC, sit de importanță comunitară — SCI) din Suedia întinsă pe o suprafață de 73,6 ha, integral pe uscat.

## Localizare
Centrul sitului Ryptjärnberget este situat la coordonatele 64°50′21″N 15°48′28″E / 64.8392°N 15.8079°E.

## Înființare
Situl Ryptjärnberget a fost declarat sit de importanță comunitară în decembrie 1995 pentru a proteja 1 specie de plante și 1 specie de animale. Situl a fost protejat și ca arie specială de conservare în decembrie 2009.

## Biodiversitate
Situată în ecoregiunea alpină, aria protejată conține 4 habitate naturale: Lacuri și iazuri distrofice naturale, Taiga vestică, Păduri fino-scandinave bogate în ierburi cu Picea abies, Turbării Aapa.
La baza desemnării sitului se află mai multe specii protejate:
- plante (1): Calamagrostis chalybaea
- mamifere (1): gluton (Gulo gulo)